# Super, Metty!
Super, Metty! war eine Sendung auf Super RTL, die von 1997 bis 2003 ausgestrahlt wurde.
Moderator der Sendung war Matthias „Metty“ Krings. Stets an seiner Seite war die animierte Puppe eines mäuseartigen Wesens namens Ikarus. Die Sendung wurde sonntags ausgestrahlt. Eine weitere Helferfigur war ein kleiner Rabe, den der Moderator zeichnete und auch synchronisierte. Thema der Sendung, die sich vorrangig an Zehn- bis Dreizehnjährige richtete, war eine altersgerechte Wissensvermittlung. Es gab kurze Reportagen, Bastel- oder Kochtipps und Studiogäste, darunter auch Prominente wie die Sängerin Jasmin Wagner (Blümchen). Von 1999 bis 2003 wurden Wiederholungen der Sendung ausgestrahlt. Nach Super, Metty! zog sich Matthias Krings aus dem Fernsehen zurück und konzentriert sich seither auf seine musikalische Karriere.